# Europamästerskapen i rodd 2017
Europamästerskapen i rodd 2017 hölls mellan den 26 och 28 maj 2017 i Račice i Tjeckien. Det var den 74:e upplagan av europamästerskapen i rodd.
Det tävlades i 17 grenar och en uppvisningsgren.

## Medaljörer

### Herrar
| Gren                     | Guld | Guld    | Silver | Silver  | Brons | Brons   |
| Singelsculler (M1x)      | Ondřej Synek Tjeckien | 6.48,13 | Damir Martin Kroatien | 6.50,02 | Stanislau Sjtjarbatjenia Belarus | 6.52,99 |
| Dubbelsculler (M2x)      | Italien Filippo Mondelli Luca Rambaldi | 6.20,92 | Polen Mirosław Ziętarski Mateusz Biskup | 6.22,10 | Schweiz Barnabé Delarze Roman Röösli | 6.24,16 |
| Scullerfyra (M4x)        | Litauen Dovydas Nemeravičius Martynas Džiaugys Rolandas Maščinskas Aurimas Adomavičius                                                                      | 5.44,65 | Polen Dominik Czaja Dariusz Radosz Wiktor Chabel Adam Wicenciak | 5.48,02 | Italien Romano Battisti Andrea Panizza Giacomo Gentili Emanuele Fiume                                                                                           | 5.49,13 |
| Tvåa utan styrman (M2–)  | Italien Matteo Lodo Giuseppe Vicino | 6.22,58 | Frankrike Valentin Onfroy Théophile Onfroy | 6.25,96 | Serbien Miloš Vasić Nenad Beđik | 6.27,68 |
| Fyra utan styrman (M4–)  | Italien Marco Di Costanzo Giovanni Abagnale Matteo Castaldo Domenico Montrone                                                                               | 5.54,52 | Rumänien Cristian Ivascu Vlad Dragoș Aicoboae Marius Cozmiuc Ciprian Tudosă                                                                                                   | 5.56,07 | Ryssland Aleksandr Stradayev Daniil Andrienko Semen Yaganov Grigoriy Shchulepov                                                                                 | 5.56,86 |
| Åtta med styrman (M8+)   | Tyskland Johannes Weißenfeld Felix Wimberger Max Planer Torben Johannesen Jakob Schneider Malte Jakschik Richard Schmidt Hannes Ocik Martin Sauer (styrman) | 5.28,03 | Polen Zbigniew Schodowski Mateusz Wilangowski Ryszard Ablewski Robert Fuchs Marcin Brzeziński Bartosz Modrzyński Mikołaj Burda Michał Szpakowski Daniel Trojanowski (styrman) | 5.30,91 | Nederländerna Boaz Meylink Kaj Hendriks Tone Wieten Roel Braas Ruben Knab Mechiel Versluis Robert Lücken Bjorn van den Eynde Diederik van Engelenburg (styrman) | 5.31,05 |
| Lättvikt                 | |         | |         | |         |
| Singelsculler (LM1x)     | Michael Schmid Schweiz | 6.51,72 | Péter Galambos Ungern | 6.51,85 | Niels Van Zandweghe Belgien | 6.51,91 |
| Dubbelsculler (LM2x)     | Frankrike Pierre Houin Jérémie Azou | 6.17,67 | Irland Gary O'Donovan Paul O'Donovan | 6.20,06 | Italien Stefano Oppo Pietro Ruta | 6.20,36 |
| Tvåa utan styrman (LM2–) | Irland Mark O'Donovan Shane O'Driscoll | 6.32,34 | Ryssland Nikita Bolozin Aleksej Kijasjko | 6.34,74 | Italien Giuseppe Di Mare Alfonso Scalzone | 6.34,89 |
| Fyra utan styrman (LM4–) | Ryssland Maksim Telitsyn Aleksandr Bogdasjin Aleksandr Tjaukin Aleksej Vikulin                                                                              | 6.08,09 | Italien Matteo Pinca Martino Goretti Piero Sfiligoi Catello Amarante | 6.08,23 | Tjeckien Jan Hajek Jan Vetešník Jiří Kopáč Milan Viktora | 6.14,74 |

### Damer
| Gren                     | Guld | Guld    | Silver | Silver  | Brons | Brons   |
| Singelsculler (W1x)      | Victoria Thornley Storbritannien | 7.34,23 | Ekaterina Karsten Belarus | 7.34,92 | Annekatrin Thiele Tyskland | 7.35,79 |
| Dubbelsculler (W2x)      | Tjeckien Kristýna Fleissnerová Lenka Antošová | 7.04,75 | Nederländerna Lisa Scheenaard Marloes Oldenburg | 7.06,24 | Italien Kiri Tontodonati Stefania Gobbi | 7.07,79 |
| Scullerfyra (W4x)        | Tyskland Daniela Schultze Charlotte Reinhardt Frauke Hundeling Frieda Haemmerling                                                                                      | 6.24,08 | Nederländerna Olivia van Rooijen Inge Janssen Sophie Souwer Nicole Beukers                                                                                         | 6.25,63 | Storbritannien Bethany Bryan Mathilda Hodgkins-Byrne Jessica Leyden Holly Nixon | 6.26,54 |
| Tvåa utan styrman (W2–)  | Rumänien Mădălina Bereș Laura Oprea | 7.00,53 | Danmark Hedvig Rasmussen Christina Johansen | 7.04,36 | Storbritannien Karen Bennett Holly Norton | 7.06,65 |
| Fyra utan styrman (W4–)* | Rumänien Cristina-Georgiana Popescu Alina Ligia Pop Beatrice-Madalina Parfenie Roxana Parascanu                                                                        | 6.51,64 | Polen Monika Ciaciuch Joanna Dittmann Anna Wierzbowska Maria Wierzbowska                                                                                           | 6.55,32 | Nederländerna Willeke Vossen Marleen Verburgh Annemarie Bernhard Lisanne Brandsma | 6.59,23 |
| Åtta med styrman (W8+)   | Rumänien Ioana Vrînceanu Viviana-Iuliana Bejinariu Mihaela Petrilă Denisa Tîlvescu Mădălina Bereș Iuliana Popa Adelina Cojocariu Laura Oprea Daniela Druncea (styrman) | 6.10,35 | Nederländerna Veronique Meester Aletta Jorritsma Kirsten Wielaard Lies Rustenburg José van Veen Ymkje Clevering Karolien Florijn Monica Lanz Ae-Ri Noort (styrman) | 6.12,86 | Ryssland Julija Kalinovskaja Valentina Plaksina Anna Aksiоnova Anna Karpova Jelena Orjabinskaja Anastasija Tichanova Jekaterina Potapova Alevtina Savkina Jevgenij Terechov (styrman) | 6.16,05 |
| Lättvikt                 | |         | |         | |         |
| Singelsculler (LW1x)     | Emma Fredh Sverige | 7.36,24 | Denise Walsh Irland | 7.38,00 | Patricia Merz Schweiz | 7.39,94 |
| Dubbelsculler (LW2x)     | Polen Weronika Deresz Martyna Mikołajczak | 6.58,55 | Nederländerna Marieke Keijser Ilse Paulis | 7.02,56 | Storbritannien Katherine Copeland Emily Craig | 7.03,02 |

(*) Uppvisningsgren

## Medaljtabell
| Nr                   | Nation               | Guld | Silver | Brons | Totalt |
| -------------------- | -------------------- | ---- | ------ | ----- | ------ |
| 1                    | Italien              | 3    | 1      | 4     | 8      |
| 2                    | Rumänien             | 3    | 1      | 0     | 4      |
| 3                    | Tjeckien             | 2    | 0      | 1     | 3      |
| 3                    | Tyskland             | 2    | 0      | 1     | 3      |
| 5                    | Polen                | 1    | 4      | 0     | 5      |
| 6                    | Irland               | 1    | 2      | 0     | 3      |
| 7                    | Ryssland             | 1    | 1      | 2     | 4      |
| 8                    | Frankrike            | 1    | 1      | 0     | 2      |
| 9                    | Storbritannien       | 1    | 0      | 3     | 4      |
| 10                   | Schweiz              | 1    | 0      | 2     | 3      |
| 11                   | Litauen              | 1    | 0      | 0     | 1      |
| 11                   | Sverige              | 1    | 0      | 0     | 1      |
| 13                   | Nederländerna        | 0    | 4      | 2     | 6      |
| 14                   | Belarus              | 0    | 1      | 1     | 2      |
| 15                   | Danmark              | 0    | 1      | 0     | 1      |
| 15                   | Kroatien             | 0    | 1      | 0     | 1      |
| 15                   | Ungern               | 0    | 1      | 0     | 1      |
| 18                   | Belgien              | 0    | 0      | 1     | 1      |
| 18                   | Serbien              | 0    | 0      | 1     | 1      |
| Totalt (19 nationer) | Totalt (19 nationer) | 18   | 18     | 18    | 54     |